# Estación Santa Filomena
Santa Filomena es la duodécima estación de la Línea 1 del Tren Ligero de Guadalajara en sentido norte a sur, y la novena en sentido opuesto; está situada sobre Avenida Cristóbal Colón a nivel de superficie y entre las calles Fresno y Pino.
La estación presta servicio a las colonias Del Fresno y Morelos en el Sector Juárez de Guadalajara. Su logo es una estilización de la fachada de la iglesia Santa Filomena. 

## Accidentes
Santa Filomena ha sido una de las estaciones con accidentes del SITEUR involucrando a transeúntes. En agosto de 1989, unos días antes de la inauguración presidencial de la Línea 1, una mujer de la tercera edad murió atropellada cerca de esta estación por una unidad del Tren Ligero que hacía pruebas de recorrido sin pasajeros; tras el percance, el conductor abandonó la unidad para darse a la fuga a pie.
Más recientemente, en marzo de 2015, otra mujer de la tercera edad fue atropellada junto a esta misma estación. A pesar de que una filmación de seguridad eximía de responsabilidad al conductor de la unidad involucrada, éste no detuvo su marcha tras el percance.

## Puntos de interés

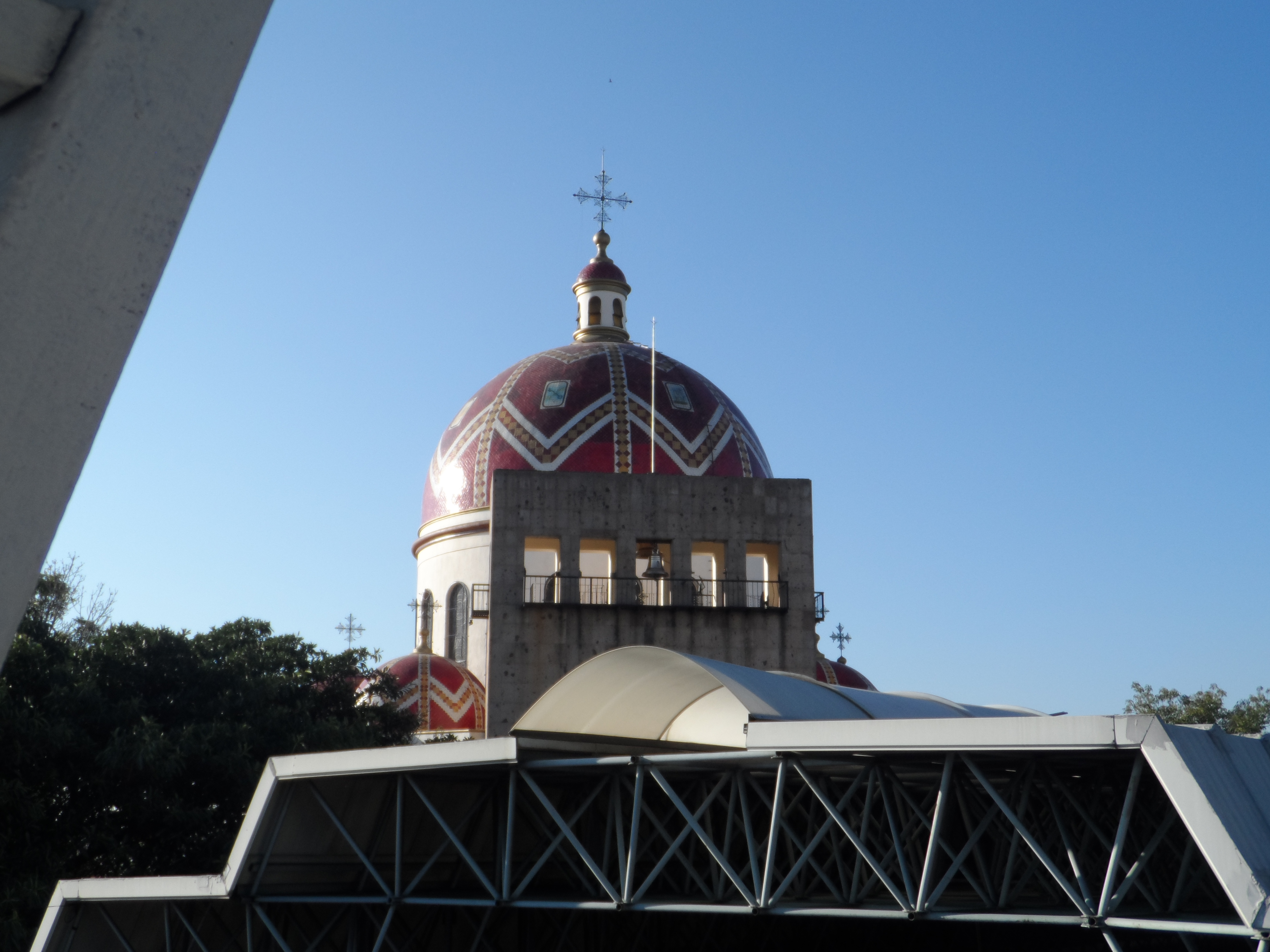
Cúpula de la parroquia de Santa Filomena, vista desde el puente peatonal de ingreso a la estación homónima.

- Parroquia de Santa Filomena.